# Hårlev (plaats)
Hårlev is een plaats in de Deense regio Seeland, gemeente Stevns. De plaats telt 2753 inwoners (2020). Hårlev bestaat uit twee kernen: in het zuidoosten van Hårlev ligt het oorspronkelijke dorp, terwijl aan de noordwestzijde een kern ligt rondom het station. 
De geschiedenis van Hårlev gaat terug tot in de Vikingtijd. Bij de kerk van Hårlev ligt een heuvel "Kong Hothers Høj" ('De heuvel van koning Hother'), waar mogelijk de runesteen van Tryggevælde op heeft gestaan. De kerk zelf is rond 1200 gebouwd.
In 1872 had het dorp een kerk, pastorie, school en herberg. Toen in 1879 de spoorlijn Østbane werd aangelegd, kwam er een station op 1 kilometer ten noordwesten van het dorp. Rondom het station ontwikkelde zich een nieuwe woonkern. In 1898 kende Hårlev een zuivelcoöperatie, molen en een marktplein.
De twee woonkernen zijn in later jaren aan elkaar vast gegroeid.
Bij het station van Hårlev splitst de spoorlijn zich in een deel naar Rødvig en een deel naar Faxe Ladeplads.